# Jocs Olímpics d'Hivern de 1994
Els Jocs Olímpics d'Hivern de 1994, oficialment anomenats XVII Jocs Olímpics d'Hivern, es van celebrar a la ciutat de Lillehammer (Noruega) entre els dies 12 i 27 de febrer de 1994. Hi participaren un total de 1.737 esportistes (1.215 homes i 522 dones) de 67 comitès nacionals que competiren en 7 esports i 61 especialitats.
El 1986 el Comitè Olímpic Internacional (COI) va decidir separar la realització dels Jocs Olímpics d'Estiu i els Jocs Olímpics d'Hivern del mateix any, un fet que havia passat des del 1924. Així els Jocs Olímpics passaren a realitzar-se en anys alterns a partir del 1994, any en el qual es realitzaren els Jocs Olímpics d'Hivern a Lillehammer (Noruega). Aquests foren els primers Jocs en els quals els Jocs Olímpics d'Hivern i els Jocs Paralímpics d'hivern es realitzaren en la mateixa seu.

## Ciutats candidates
En la 94a Sessió del Comitè Olímpic Internacional (COI) realitzada a Seül (Corea del Sud) el 15 d'octubre de 1988 s'escollí la ciutat de Lillehammer com a seu dels Jocs Olímpics d'hivern de 1994 per davant de:
| Ciutat        | País         | 1a Ronda | 2a Ronda | 3a Ronda |
| Lillehammer   | Noruega      | 25       | 30       | 45       |
| Östersund/Åre | Suècia       | 19       | 33       | 39       |
| Anchorage     | Estats Units | 23       | 22       | -        |
| Sofia         | Bulgària     | 17       | -        | -        |

## Comitès participants
En aquests Jocs Olímpics participaren un total de 1.737 competidors, entre ells 1.215 homes i 522 dones, de 67 comitès nacionals diferents. En aquests Jocs els diferents països integrants de l'antiga Unió Soviètica, que en els passats jocs participaren sota la denominació d'Equip Unificat, participaren de forma individual.
En aquests Jocs van participar per primera vegada Armènia, Belarús, Bòsnia i Hercegovina, Eslovàquia, Geòrgia, Israel, el Kazakhstan, Kirguizstan, Moldàvia, República Txeca, Rússia, Samoa Americana, Trinitat i Tobago, Ucraïna i l'Uzbekistan; retornà Portugal; i deixaren de participar Algèria, Antilles Holandeses, Bolívia, Corea del Nord, Costa Rica, Filipines, Hondures, Índia, Irlanda, Iugoslàvia, Líban, Marroc i Swazilàndia.
| - Alemanya (112) - Andorra (6) - Argentina (10) - Austràlia (25) - Àustria (80) - Armènia (2) - Bèlgica (5) - Bermudes (1) - Belarús (33) - Bòsnia i Hercegovina (10) - Brasil (1) - Bulgària (17) - Canadà (95) - Corea del Sud (21) - Croàcia (3) - Dinamarca (4) - Eslovàquia (42) |  | - Eslovènia (22) - Espanya (13) - Estats Units (147) - Estònia (26) - Fiji (1) - Finlàndia (61) - França (98) - Grècia (9) - Geòrgia (5) - Hongria (16) - Illes Verges Americanes (8) - Islàndia (5) - Israel (1) - Itàlia (104) - Jamaica (4) - Japó (57) - Kazakhstan (29) |  | - Kirguizstan (1) - Letònia (27) - Liechtenstein (10) - Lituània (6) - Luxemburg (1) - Mèxic (1) - Moldàvia (2) - Mònaco (5) - Mongòlia (1) - Noruega (88) - Nova Zelanda (7) - Països Baixos (21) - Polònia (28) - Portugal (1) - Puerto Rico (5) - Regne Unit (32) - Txèquia (63) |  | - Romania (23) - Rússia (113) - Samoa Americana (2) - San Marino (3) - Senegal (1) - Sud-àfrica (2) - Suècia (84) - Suïssa (59) - Trinitat i Tobago (2) - Turquia (1) - Ucraïna (37) - Uzbekistan (7) - Xile (3) - R.P. de la Xina (24) - Xina Taipei (2) - Xipre (1) |

## Esports disputats
Un total de 7 esports foren disputats en aquests Jocs Olímpics, realitzant-se un total de 61 proves. En aquesta edició no hi hagué esports de demostració i la prova de curling no es disputà.

## Seus
- Hafjell - esquí alpí: eslàlom gegant, eslàlom i combinada (proves masculines i femenines)
- Kvitfjell - esquí alpí: descens i super gegant (proves masculines i femenines)
- Birkebeineren Skistadion - combinada nòrdica, biatló i esquí de fons
- Lysgårdsbakkene - salt amb esquís i cerimònies d'obertura i clausura
- Fjellhallen - hoquei sobre gel
- Vikingskipet - patinatge de velocitat sobre gel
- Hamar OL-Amfi - patinatge artístic sobre gel i patinatge de velocitat en pista curta
- Håkons Hall - hoquei sobre gel
- Hunderfossen - bobsleigh i luge
- Kanthugen Freestyle Arena - esquí acrobàtic

## Fets destacats
- Aquesta fou la primera vegada que els Jocs Olímpics d'Hivern no es van celebrar en el mateix any que els Jocs Olímpics d'Estiu.
- El logotip utilitzat en els Jocs representa una aurora polar, un fenomen òptic que es pot observar a Lillehammer.
- El 12 de febrer de 1994, dia de la inauguració dels Jocs, uns lladres van robar del Museu Nacional d'Oslo l'obra "El crit" d'Edvard Munch.
- La flama olímpica entrà a l'estadi pel saltador Setein Gruber. El campió del món Ole Gunnar Fidjestøl havia de ser l'encarregat de realitzada aquesta tasca però uns dies abans de la realització de la cerimònia d'obertura es lesionà.
- En el discurs realitzat per Joan Antoni Samaranch, president del Comitè Olímpic Internacional (COI) en la cerimònia d'obertura va recordar la ciutat de Sarajevo i els Jocs Olímpics d'Hivern de 1984 realitzats a la ciutat, en aquells moments involucrada en la guerra dels Balcans. En el discurs digué:

| « | "El nostre missatge és més fort que mai: que s'aturin els combats. Que cessin els assassinats. Abandoneu les armes!!" | » |

- En el discurs de cloenda Samaranch qualificà els Jocs de Lillehammer com "els millors jocs d'hivern, mai realitzats", un fet que encara no s'ha repetit en uns Jocs d'Hivern.
- Un mes abans de l'inici dels Jocs l'exmarit de la patinadora nord-americana Tonya Harding contractà un sicari per provocà una lesió a la seva companya Nancy Kerrigan. En els Jocs finalment Kerrigan fou segona en la competició i Harding fou vuitena, sent aquesta última sancionada de per vida per l'Associació de Patinatge Artístics dels Estats Units un cop acabats els Jocs.
- L'esquiador de fons noruec Bjørn Dæhlie fou el gran vencedor en categoria masculina a l'aconseguir quatre medalles. Així mateix el patinador noruec Johann Olav Koss aconseguí tres medalles d'or. En categoria femenina la vencedora fou l'esquiadora de fons italiana Manuela Di Centa.
- La decepció més gran per Noruega fou la derrota del seu equip de relleus en la prova dels 4x10 quilòmetres d'esquí de fons davant l'equip italià format per Maurilio de Zolt, Marc Albarello, Giorgio Vanzetta i Silvio Faune. Aquests quatre esquiadors foren els escollits per realitzar l'última entrega de la torxa olímpica en els Jocs Olímpics d'Hivern de 2006 realitzats a Torí (Itàlia) abans que l'esquiadora Stefania Belmondo encengués el peveter.
- La sud-coreana Kim Yoon-Mi es convertí en la campiona olímpica més jove en guanyar la prova de 3.000 metres de patinatge de velocitat en pista curta a l'edat de tretze anys.

## Medaller

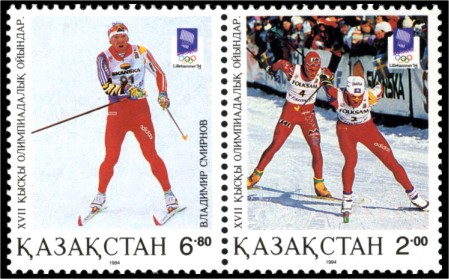
Segell postal del Kazakhstan amb motiu dels Jocs.

Deu comitès amb més medalles en els Jocs Olímpics de 1994. País amfitrió ressaltat.
| Jocs Olímpics d'hivern de 1994 | Jocs Olímpics d'hivern de 1994 | Jocs Olímpics d'hivern de 1994 | Jocs Olímpics d'hivern de 1994 | Jocs Olímpics d'hivern de 1994 | Anells Olímpics |
| Posició                        | CON                            | Or                             | Plata                          | Bronze                         | Total           |
| 1                              | Rússia                         | 11                             | 8                              | 4                              | 23              |
| 2                              | Noruega                        | 10                             | 11                             | 5                              | 26              |
| 3                              | Alemanya                       | 9                              | 7                              | 8                              | 24              |
| 4                              | Itàlia                         | 7                              | 5                              | 8                              | 20              |
| 5                              | Estats Units                   | 6                              | 5                              | 2                              | 13              |
| 6                              | Corea del Sud                  | 4                              | 1                              | 1                              | 6               |
| 7                              | Canadà                         | 3                              | 6                              | 4                              | 13              |
| 8                              | Suïssa                         | 3                              | 4                              | 2                              | 9               |
| 9                              | Àustria                        | 2                              | 3                              | 4                              | 9               |
| 10                             | Suècia                         | 2                              | 1                              | 0                              | 3               |

### Medallistes més guardonats
Categoria masculina
| Nom                 | CON        | Disciplina             | Or | Plata | Bronze | Total |
| Bjørn Dæhlie        | Noruega    | Esquí de fons          | 2  | 2     | 0      | 4     |
| Johann Olav Koss    | Noruega    | Patinatge de velocitat | 3  | 0     | 0      | 3     |
| Vladímir Smirnov    | Kazakhstan | Esquí de fons          | 1  | 2     | 0      | 3     |
| Sergey Tarasov      | Rússia     | Biatló                 | 1  | 1     | 1      | 3     |
| Kjetil André Aamodt | Noruega    | Esquí alpí             | 0  | 2     | 1      | 3     |
| Mika Myllylä        | Finlàndia  | Esquí de fons          | 0  | 1     | 2      | 3     |

Categoria femenina
| Nom              | CON           | Disciplina                            | Or | Plata | Bronze | Total |
| Manuela Di Centa | Itàlia        | Esquí de fons                         | 2  | 2     | 1      | 5     |
| Liubov Iegórova  | Rússia        | Esquí de fons                         | 3  | 1     | 0      | 4     |
| Vreni Schneider  | Suïssa        | Esquí alpí                            | 1  | 1     | 1      | 3     |
| Myriam Bédard    | Canadà        | Biatló                                | 2  | 0     | 0      | 2     |
| Bonnie Blair     | Estats Units  | Patinatge de velocitat                | 2  | 0     | 0      | 2     |
| Jeon I-Gyeong    | Corea del Sud | Patinatge de velocitat en pista curta | 2  | 0     | 0      | 2     |